# Troféu UOL TV e Famosos de 2016
O Prêmio UOL TV e Famosos de 2016 foi a 2ª edição do Troféu UOL TV e Famosos que premiou os melhores do ano de 2015 e 2016.
Na premiação de 2016, houve entregas separadas dos prêmios no voto do público e no voto dos colunistas.

## Vencedores e indicados
| Melhor Novela | Melhor Série Nacional |
| --- | --- |
| - Voto Popular: Êta Mundo Bom! - (Rede Globo) - Voto Júri: Velho Chico - (Rede Globo) - A Regra do Jogo - Rede Globo) - A Lei do Amor - (Rede Globo) - A Terra Prometida - (Rede Record) - Carinha de Anjo - (SBT) - Cúmplices de um Resgate - (SBT) - Escrava Mãe - (Rede Record) - Haja Coração - (Rede Globo) - Liberdade, Liberdade - (Rede Globo) - Malhação - (Rede Globo) - Rock Story - (Rede Globo) - Sila - (Band - Sol Nascente (Rede Globo) - Totalmente Demais (Rede Globo) | - Voto Popular: Justiça - (Rede Globo) - Voto Júri: Justiça - (Rede Globo) - 1 Contra Todos - Fox - 3% - Netflix - A Garota da Moto - SBT - Ligações Perigosas - Rede Globo - Lucia McCartney - GNT - Me Chama de Bruna - Fox - Mister Brau - Rede Globo - Nada Será Como Antes - Rede Globo - Pé na Cova - Rede Globo - Supermax - Rede Globo |
| Melhor Atriz | Melhor Ator |
| - Voto Popular: Selma Egrei - (Velho Chico) - Voto Júri: Selma Egrei - (Velho Chico) - Adriana Esteves - (Justiça) - Camila Pitanga - (Velho Chico) - Débora Bloch - (Justiça) - Elizabeth Savalla - (Êta Mundo Bom!) - Giovanna Antoneli - (A Regra do Jogo) - Grace Gianoukas - (Haja Coração) - Grazi Massafera - (A Lei do Amor) - Juliana Paiva - (Totalmente Demais) - Laura Cardoso - (Sol Nascente - Leandra Leal - (Justiça) - Marina Ruy Barbosa - (Totalmente Demais) - Miriam Freeland - (A Terra Prometida) - Nathalia Dill - (Liberdade, Liberdade) - Thaís Fersoza - (Escrava Mãe) | - Voto Popular: Domingos Montagner - (Velho Chico) - Voto Júri: Marco Ricca - (Liberdade, Liberdade) - Alexandre Nero - (A Regra do Jogo) - Antônio Fagundes - (Velho Chico) - Caio Blat - (Liberdade, Liberdade) - Enrique Díaz - (Justiça - Eriberto Leão - (Êta Mundo Bom!) - Irandhir Santos - (Velho Chico) - Jesuíta Barbosa - (Justiça - José Mayer - (A Lei do Amor) - Marco Nanini - (Êta Mundo Bom!) - Mateus Solano - (Liberdade, Liberdade) - Rodrigo Santoro - (Velho Chico) - Sergio Guizé - (Êta Mundo Bom!) - Vladimir Brichta - (Rock Story) |
| Melhor Apresentadora | Melhor Apresentador |
| - Voto Popular: Xuxa - - Voto Júri: Susana Vieira, Fátima Bernardes e Ana Paula Padrão - Ana Maria Braga - Ana Furtado - Ana Hickmann - Angélica - Eliana - Fernanda Lima - Fernanda Paes Leme - Luciana Gimenez - Patrícia Abravanel - Regina Casé - Sabrina Sato - Sônia Abrão - Ticiane Pinheiro | - Voto Popular: Ratinho - Voto Júri: Silvio Santos, Fausto Silva e Ratinho - Celso Portioli - Geraldo Luis - Gugu - João Kleber - Luciano Huck - Márcio Garcia - Marcos Mion - Otaviano Costa - Pedro Bial - Raul Gil - Roberto Justus - Rodrigo Faro - Tiago Leifert |
| Melhor Jornalista | Revelação da TV |
| - Voto Popular: Ricardo Boechat - (Band) - Voto Júri: Caco Barcelos - (Rede Globo) - Carlos Nascimento - SBT - Chico Pinheiro - (Rede Globo) - Galvão Bueno - (Rede Globo - José Luiz Datena - Band - Leilane Neubarth - (Globo News) - Marcelo Rezende - Rede Record) - Renata Vasconcellos - (Rede Globo) - Renata Lo Prete - (Rede Globo) - Roberto Cabrini - SBT - Sandra Annemberg - (Rede Globo) - William Bonner - (Rede Globo) - William Waack - Rede Globo | - Voto Popular: Lucy Alves - (Velho Chico) - Voto Júri: Lucy Alves - (Velho Chico) - Bárbara França - (Malhação) - Giullia Buscacio - (Velho Chico) - Julia Dalavia - (Justiça) - Lee Taylor - (Velho Chico) - Lorena Queiroz - (Carinha de Anjo) - Lucas Veloso - (Velho Chico) - Sabrina Petraglia - (Haja Coração) |